# 成井藤夫
成井 藤夫（なるい ふじお、本名：豊（ゆたか）、1930年（昭和5年）11月3日 - 1991年（平成3年）6月17日）は、日本の栃木県芳賀郡益子町の実業家・陶芸家（益子焼）。
窯元の名称は「藤夫窯」。
「円道寺窯」3代目当主であった成井立歩の弟であり、成井恒雄、成井清治の兄。
そして「益子焼窯元共販センター」 と「益子陶芸村」を設立し、「益子陶器市」を始めた、「益子町における陶芸民芸商品直販」発展の功労者である。

## 生涯

### 生い立ち
1930年（昭和5年）11月3日、「円道寺窯」二代目・成井金治の次男として益子町に生まれる。
小学生の頃から兄弟一緒に家業である「円道寺窯」を手伝っていた。
1955年（昭和30年）、独立し築窯し「藤夫窯」を開窯する。
そして作陶の傍ら、「日本民藝協会」の様々な行事に参加し、そして益子焼の「益子町を訪れた観光客への直接的な販売体制」を成立させ、「陶芸と民芸の町・益子」の経済を活性化させるために実業家としてあらゆる企画を立案し実行した。
1962年（昭和37年）に戸上実
、大塚重光、沢村勇と共に「益子陶苑」を設立。後に「里山陶苑」を設立した。

### 「益子焼窯元共販センター」の設立
1966年（昭和41年）3月24日、益子町の窯元や製陶業者11軒を取りまとめ「益子焼窯元共販株式会社」を設立。そして4月1日には「益子焼窯元共販センター」を開いた。そしてその代表取締役を務め、後には社長に就任した。
多くの益子町の窯元が「峠の釜飯」の容器製造の外注で生計を立てていたが、この頃、塚本製陶所が独自の生産体制を整え、外注が打ち切られようとしていた。そのため経済的に窮地に陥ろうとしていた地元の窯元たちを救うべく、新たな陶器商品販売の手段を打ち出したのが、数十軒の窯元で共同経営を行い、陶器製品を販売する「窯元共販センター」のシステムであった。
会社設立を呼び掛けた時には約35軒の窯元に声を掛け、説明、相談を重ねたのだが、応じてくれた窯元は11軒と少なく、容易な門出ではなかった。
盟友であり専務を務めてくれた戸上実と共に、東京の卸売販売業者や小売店を営業で回り、販売ルートを開拓し、また人気のある飲食店に足繁く通い、経営のノウハウを探りながら得ていった。
そして全国の窯業産地を訪ねて回り、売れ筋商品を研究し、コーヒーカップなど、益子で作陶されていなかった新しい商品を窯元の陶工たちに教えて回った。
また、窯元共販センターの建物の一部に使用するために、自宅の戸まで持ち出していたという。
その後も宣伝費を捻出しながら「益子焼」の地道な宣伝活動を積み重ね、その一環として1966年（昭和41年）、益子焼窯元共販センターで「陶器市」を初めて開催し、これか後に現在の「益子陶器市」に発展していった。
1976年（昭和52年）3月、「里山陶苑」の製陶所である「七井工場」を建設した。

### 「益子陶芸村」の設立
1977年（昭和52年）、益子焼窯元共販株式会社を退社し、一陶芸家に戻り作陶活動を再開した。
そしてその翌年の1978年（昭和53年）11月1日には、益子町のバイパス通りの開通を機に「益子陶芸村」を新たに設立した。
「炎の国」「ALESS」「火裏紅」「無燼蔵しのはら」など、様々な暮らしの器のあり方を提案し販売していた。
益子陶器市開催時には轆轤の実演なども行い、益子焼窯元共販センターに次ぐ賑わいを見せていたという。

### 晩年
栃木県民芸協会事務局の運営を担当し、益子焼協同組合理事や益子町商工会理事も務め、益子焼の普及活動に尽力した。
事業運営のために作陶活動をやめることはあったが頭の中では常に作陶を続けており、草花が好きで気に入った草花が目に入ると大事に持ち帰り、庭に植えて観察しスケッチをしていたという。そして合田好道から影響を受けた「益子赤絵」の草分け的存在であり、「円道寺赤絵」の「赤絵の成井藤夫」と呼ばれていた。
そして病に罹り倒れた後も、妻・スミ子が心配し止めたのにもかかわらずそれを振り切ってまで作陶を続け、1990年（平成2年）11月、最後の個展を開いた。
実業家として評価はされていたが、その本質は「焼き物師」。轆轤に向かう姿は近寄りがたい雰囲気を湛えていたという。
1991年（平成3年）6月17日、胃がんのため真岡市の病院で逝去した。享年60。告別式は益子陶芸村で執り行われた。同年11月23日の「勤労感謝の日」に「益子町産業功労者賞」を贈られた。

## 弟子
- 井上明[40]
- 大島晴夫[41]
- 小方弘巳[42]：小方弘巳[42]
- 茂木正志[43][44]
- 若林健吾（わかさま陶芸）[45]